# Turismo en Camboya

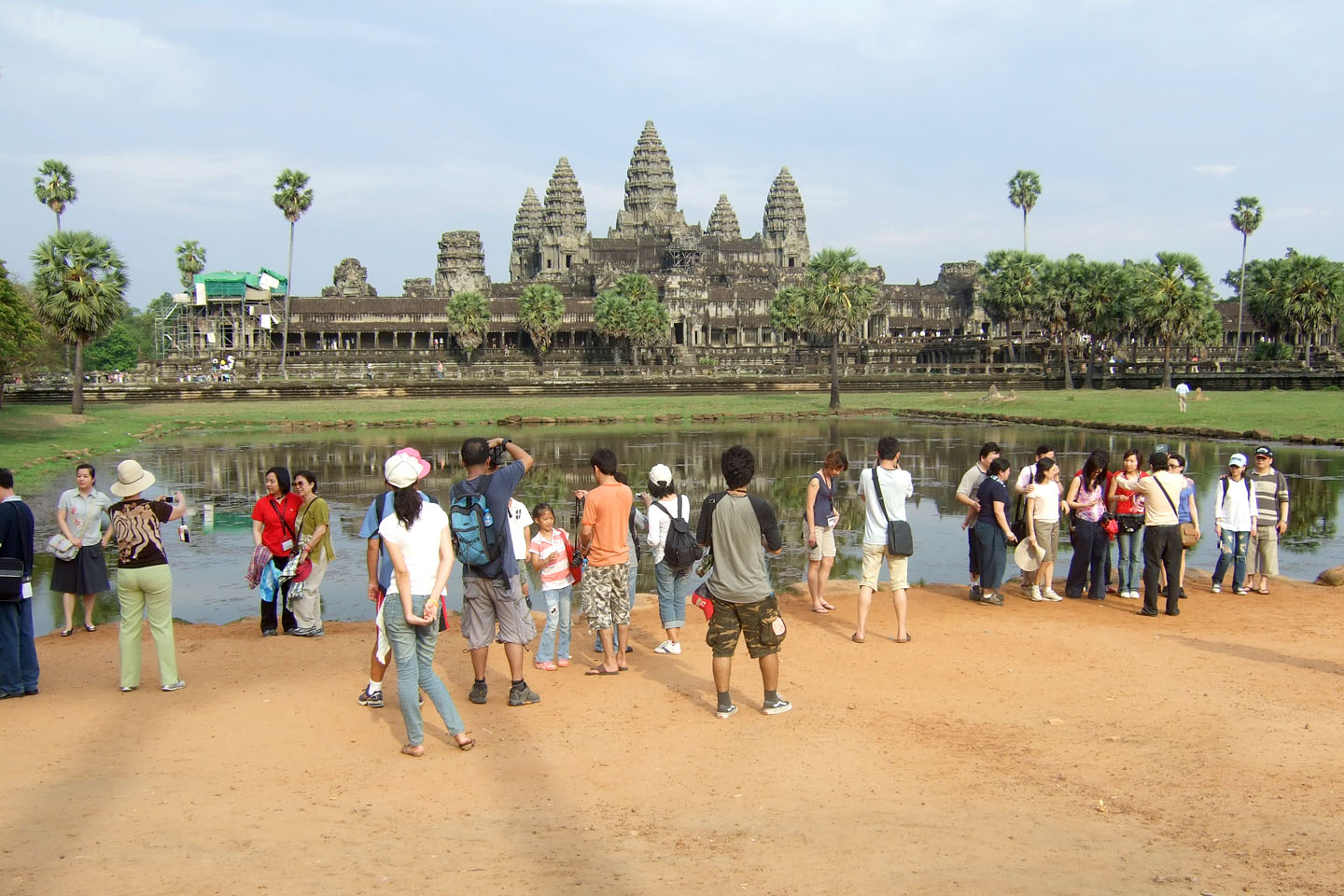
Cada año, cerca de 2,6 millones turistas visitan Angkor Wat en Siem Reap, Camboya.

El turismo en Camboya es uno de los sectores más importantes de la economía de Camboya. En 2013, las llegadas de turistas aumentaron un 17,5% interanual, y los viajeros de negocios aumentaron un 47%.

## Estadísticas anuales
| Año  | Cantidad de turistas | Cambio | Referencias |
| ---- | -------------------- | ------ | ----------- |
| 2018 | 6,201,077            | 10.7%  | [ 3 ]       |
| 2017 | 5,602,157            | 11.7%  | [ 4 ]       |
| 2016 | 5,011,712            | 4.95%  | [ 5 ]       |
| 2015 | 4,775,231            | 6.1%   | [ 6 ]       |
| 2014 | 4,502,775            | 7.0%   | [ 7 ]       |
| 2013 | 4,210,165            | 17.5%  | [ 8 ]       |
| 2012 | 3,584,307            | 24.4%  | [ 9 ]       |
| 2011 | 2,881,862            | 14.9%  | [ 10 ]      |
| 2010 | 2,508,289            | 16.0%  | [ 11 ]      |
| 2009 | 2,161,577            | 1.7%   | [ 12 ]      |
| 2008 | 2,125,465            | 1.5%   | [ 13 ]      |
| 2007 | 2,015,128            | 18.5%  | [ 14 ]      |
| 2006 | 1,700,041            | 19.6%  | [ 15 ]      |
| 2005 | 1,421,615            | 34.7%  | [ 16 ]      |
| 2004 | 1,055,202            | 50.5%  | [ 17 ]      |

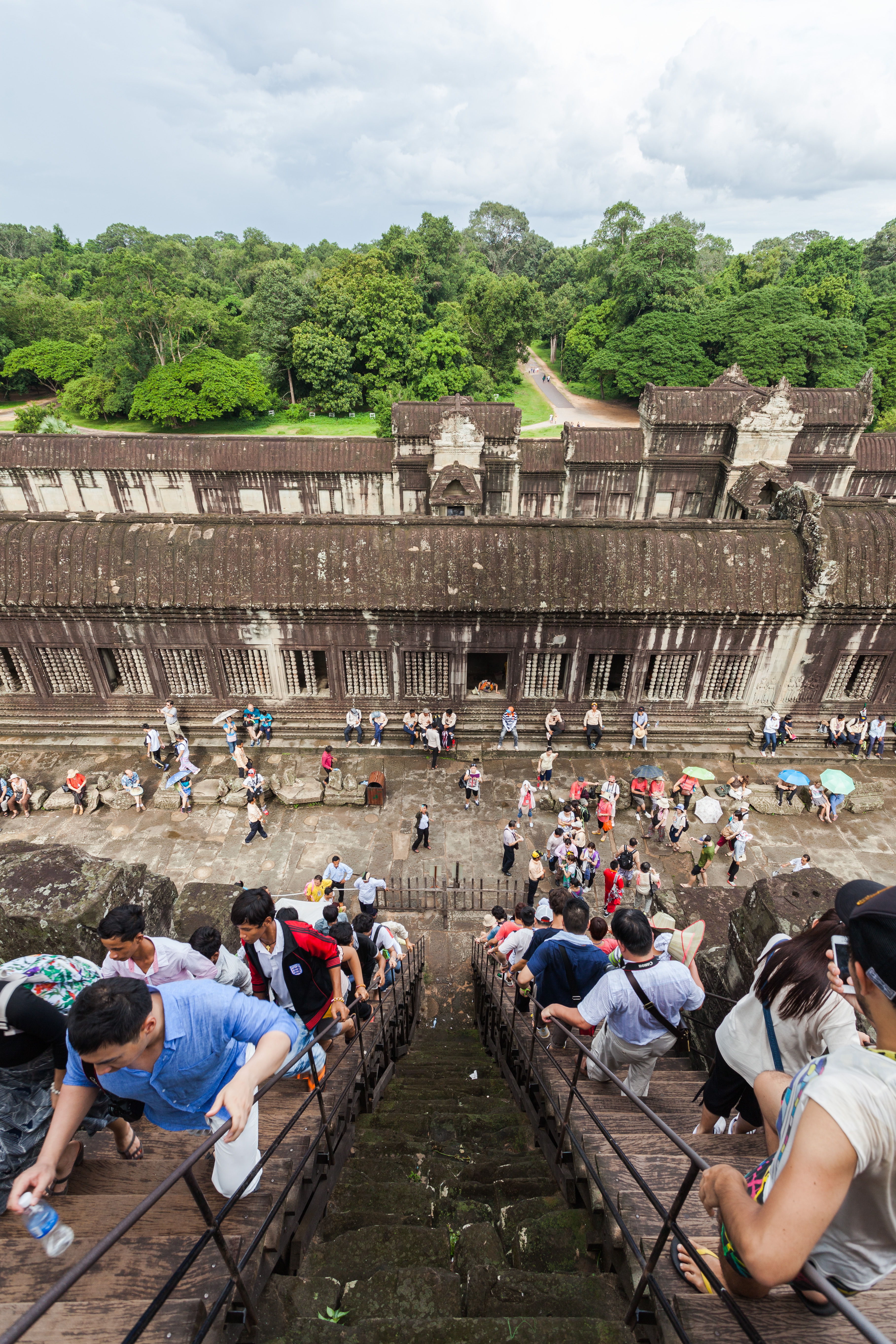
Turistas en Angkor Wat.

Ranking de llegadas de visitantes internacionales
| Rank | Country or territory | 2018      | 2017      | 2016      | 2015      | 2014      | 2013      | 2012      | 2011      |
| ---- | -------------------- | --------- | --------- | --------- | --------- | --------- | --------- | --------- | --------- |
| *    | ASEAN                | 2,067,504 | 2,161,254 | 2,121,220 | 2,097,758 | 1,918,130 | 1,831,507 | 1,514,267 | 1,101,111 |
| 1    | China                | 2,024,443 | 1,210,782 | 830,003   | 694,712   | 560,335   | 463,123   | 333,894   | 247,197   |
| 2    | Vietnam*             | 800,128   | 835,355   | 959,663   | 987,792   | 905,801   | 854,104   | 763,136   | 614,090   |
| 3    | Laos*                | 426,180   | 502,219   | 369,335   | 405,359   | 460,191   | 414,531   | 254,022   | 128,525   |
| 4    | Tailandia*           | 382,317   | 394,934   | 398,081   | 349,908   | 279,457   | 221,259   | 201,422   | 116,758   |
| 5    | Corea del Sur        | 301,770   | 345,081   | 357,194   | 395,259   | 424,424   | 435,009   | 411,491   | 342,810   |
| 6    | Estados Unidos       | 250,813   | 256,544   | 238,658   | 217,510   | 191,366   | 184,964   | 173,076   | 153,953   |
| 7    | Japón                | 210,471   | 203,373   | 191,577   | 193,330   | 215,788   | 206,932   | 179,327   | 161,804   |
| 8    | Malasia*             | 201,116   | 179,316   | 152,843   | 149,389   | 144,437   | 130,704   | 116,764   | 102,929   |
| 9    | Francia              | 170,844   | 166,356   | 150,294   | 145,724   | 141,052   | 131,486   | 121,175   | 117,408   |
| 10   | Reino Unido          | 162,395   | 171,162   | 159,489   | 154,265   | 133,306   | 123,919   | 110,182   | 104,052   |
| 11   | Taiwán               | 134,430   | 121,023   | 104,765   | 109,727   | 97,528    | 96,992    | 92,811    | 98,363    |
| 12   | Australia            | 127,430   | 143,852   | 146,806   | 134,748   | 134,167   | 132,028   | 117,729   | 105,010   |
| 13   | Alemania             | 98,976    | 118,265   | 108,784   | 94,040    | 84,143    | 81,565    | 72,537    | 63,398    |
| 14   | Filipinas*           | 98,499    | 108,032   | 84,677    | 93,475    | 118,999   | 97,487    | 70,718    |           |
| 15   | Singapur*            | 86,251    | 81,063    | 70,556    | 67,669    | 65,855    | 57,808    | 53,184    | 47,594    |
| 16   | India                | 65,882    | 59,571    | 46,131    | 36,671    | 28,529    | 23,610    | 18,999    | 15,240    |
| 17   | Rusia                | 64,726    | 65,275    | 53,164    | 55,500    | 108,601   | 131,675   | 99,750    | 67,747    |
| 18   | Canadá               | 61,551    | 69,077    | 60,715    | 56,834    | 52,264    | 50,867    | 47,829    | 42,462    |

* País de la ASEAN

## Principales atracciones

### Sitios del Patrimonio Mundial
- Angkor
- Templo Preah Vihear
- Sambor Prei Kuk

### Museos
- Museo nacional de Angkor
- Aldea cultural camboyana
- Museo nacional de Camboya

### Espacios naturales
- Bou Sra Waterfall
- Lake Yeak Laom
- Phnom Kulen
- Phnom Santuk
- Tonle Sap

### Parques nacionales
- Angkor Borei and Phnom Da
- Botum Sakor National Park
- Kep National Park
- Kirirom National Park
- Phnom Kulen National Park
- Preah Monivong National Park
- Ream National Park
- Virachey National Park
- Southern Cardamom National Park

### Ciudades
- Battambang
- Kampot
- Kratié
- Phnom Penh
- Siem Reap
- Sihanoukville

### Otro
- Banteay Chhmar
- Banteay Prey Nokor
- Banteay Srei
- Beng Mealea
- Bokor Hill Station
- Khmer Ceramics & Fine Arts Centre
- Koh Ker
- Oudong
- Phnom Tamao Wildlife Rescue Centre
- Preah Khan Kompong Svay
- Silver Pagoda
- Royal Palace of Cambodia